# نادي شباب ابن جرير
نادي شباب ابن جرير نادي رياضي مغربي من مدينة ابن جرير يمارس في دوري الدرجة الثانية المغربي.
تاسس نادي شباب ابن جرير لكرة القدم سنة 1952.